# بلدة ليبرتي (مقاطعة جاكسون)
ليبرتي، مقاطعة جاكسون (بالإنجليزية: Liberty Township, Jackson County, Michigan)‏ هي بلدة تقع بولاية ميشيغان في الولايات المتحدة. تبلغ مساحتها 92.6 (كم²)، وترتفع عن سطح البحر 315 م، بلغ عدد سكانها 2903 نسمة في عام تعداد الولايات المتحدة 2000 حسب إحصاء مكتب تعداد الولايات المتحدة وتصل الكثافة السكانية فيها 32.2 نسمة/كم2.

## وصلات خارجية
- The US50 - Cities and Towns in Michigan State
- Michigan Cities and Towns, Facts, Map, Flag, Colleges, Government, and More